# South Tarawa
Bairiki vagy South Tarawa Kiribati fővárosa, valamint a sziget neve, amelyen található. Maga a sziget a Tarawa-atoll déli részén található, Bairiki városa a sziget nyugati végén fekszik.

## Fekvése
A Csendes-óceánban, az Egyenlítő az Egyenlítő két oldalán a keleti hosszúság 172-177 foka között, a Tarawa-atollon fekszik.

## Földrajza
Az itt északnyugat-délkeleti irányban sorakozó szigetek lesüllyedt vulkáni kúpok. Az ezek tetején kialakult korallképződmények - úgynevezett atollok. Az atollok egy-egy központi lagúnából és a körülötte gyűrű alakban elrendeződött kisebb-nagyobb korallszigetekből állnak.

### Éghajlata
Az átlaghőmérséklet minden hónapban 28-29 Celsius-fok között van. A passzátszelek viszonylag egyenletes, évi átlag 1900 mm mennyiségű, bőséges csapadékot hoznak.
| Hónap                          | Jan. | Feb. | Már. | Ápr. | Máj. | Jún. | Júl. | Aug. | Szep. | Okt. | Nov. | Dec. | Év   |
| ------------------------------ | ---- | ---- | ---- | ---- | ---- | ---- | ---- | ---- | ----- | ---- | ---- | ---- | ---- |
| Rekord max. hőmérséklet (°C)   | 35,0 | 33,0 | 35,0 | 34,5 | 34,5 | 33,5 | 34,5 | 34,5 | 34,5  | 35,0 | 35,0 | 35,0 | 35,0 |
| Átlagos max. hőmérséklet (°C)  | 31,1 | 31,2 | 31,3 | 31,4 | 31,4 | 31,5 | 31,6 | 31,6 | 31,4  | 31,8 | 31,7 | 31,5 | 31,5 |
| Átlaghőmérséklet (°C)          | 28,2 | 28,1 | 28,1 | 28,2 | 28,4 | 28,3 | 28,2 | 28,3 | 28,4  | 28,6 | 28,5 | 28,2 | 28,3 |
| Átlagos min. hőmérséklet (°C)  | 24,5 | 25,0 | 25,3 | 25,4 | 25,7 | 25,5 | 25,6 | 25,7 | 25,7  | 25,5 | 25,4 | 25,1 | 25,4 |
| Rekord min. hőmérséklet (°C)   | 21,5 | 22,5 | 22,5 | 22,5 | 21,0 | 21,0 | 21,0 | 21,5 | 22,5  | 22,0 | 22,5 | 22,0 | 21,0 |
| Átl. csapadékmennyiség (mm)    | 272  | 201  | 188  | 183  | 163  | 137  | 157  | 122  | 89    | 89   | 100  | 200  | 1901 |
| Átl. páratartalom (%)          | 81   | 80   | 81   | 82   | 81   | 81   | 80   | 79   | 77    | 77   | 79   | 81   | 80   |
| Havi napsütéses órák száma     | 220  | 192  | 208  | 201  | 229  | 219  | 229  | 257  | 243   | 260  | 240  | 189  | 2687 |
| Napi napsütéses órák száma     | 7    | 7    | 7    | 7    | 7    | 7    | 7    | 8    | 8     | 8    | 8    | 6    | 7    |
| Forrás: Deutscher Wetterdienst |      |      |      |      |      |      |      |      |       |      |      |      |      |

## Leírása

A Tarawa-Atoll Bairikivel

Bairiki szigete a szűkebb értelemben vett főváros az atoll déli részén található. Ez a Kiribati köztársaság adminisztratív központja, bár maga a parlament Ambo-n található, félúton Bairiki, és Banriki közt. A városhoz egy kikötő is tartozik, valamint a Dél-óceániai Egyetem Campusa is ebben a városban található. A nemzetközi repülőtér Tarawa délkeleti részén Bonriki szigetén van.
Az atollok gyűrűjéből álló keskeny szigeteket egyre több helyen töltésekkel kapcsolták össze, így a kompok helyett autóutak bonyolítják le a forgalmat, amely elősegíti, hogy a Tarawa atollok mindinkább egységes várossá forrjanak össze.
A kiépített töltések azonban akadályozzák a lagúna vizének cserélődését, ami az egykor kristálytiszta tengervíz elszennyeződését eredményezi.